# Apafi–Bethlen-kastély
Almakerék település Segesvártól 32 kilométerre délnyugatra fekszik. Az eredetileg szászok lakta település az Apafi család tulajdona volt egészen a család kihalásáig. Az Apafi-kastély magja a régészeti kutatások tanúsága szerint a 16. század végén, vagy a 17. század első évtizedeiben épült, és közel 400 éven keresztül kisebb nagyobb megszakításokkal építgették. Az Apafi család kihalása után, 18. század végén a kúria a Bethlen család, majd 1920-tól az evangélikus egyház tulajdonába  került. Később a kommunista rendszer elkobozta és kultúrotthonnak használta, amíg állapota le nem romlott, és lakatlanná nem vált. A rendszerváltás után az evangélikus egyház tulajdonába  visszakerült ingatlant 2000-ben a Károly, walesi herceg védnöksége alatt álló Mihai Eminescu Trust vásárolta meg. Az alapítvány felújította az egész épületet, majd 2007-ben a kúriát megnyitották a nagyközönség előtt. Ma konferencia és kiállító termek, valamint egy könyvtár található a kiváló állapotú épületben. Érdekesség, hogy Károly herceg, a brit trónörökös is többször járt itt.

## Képgaléria

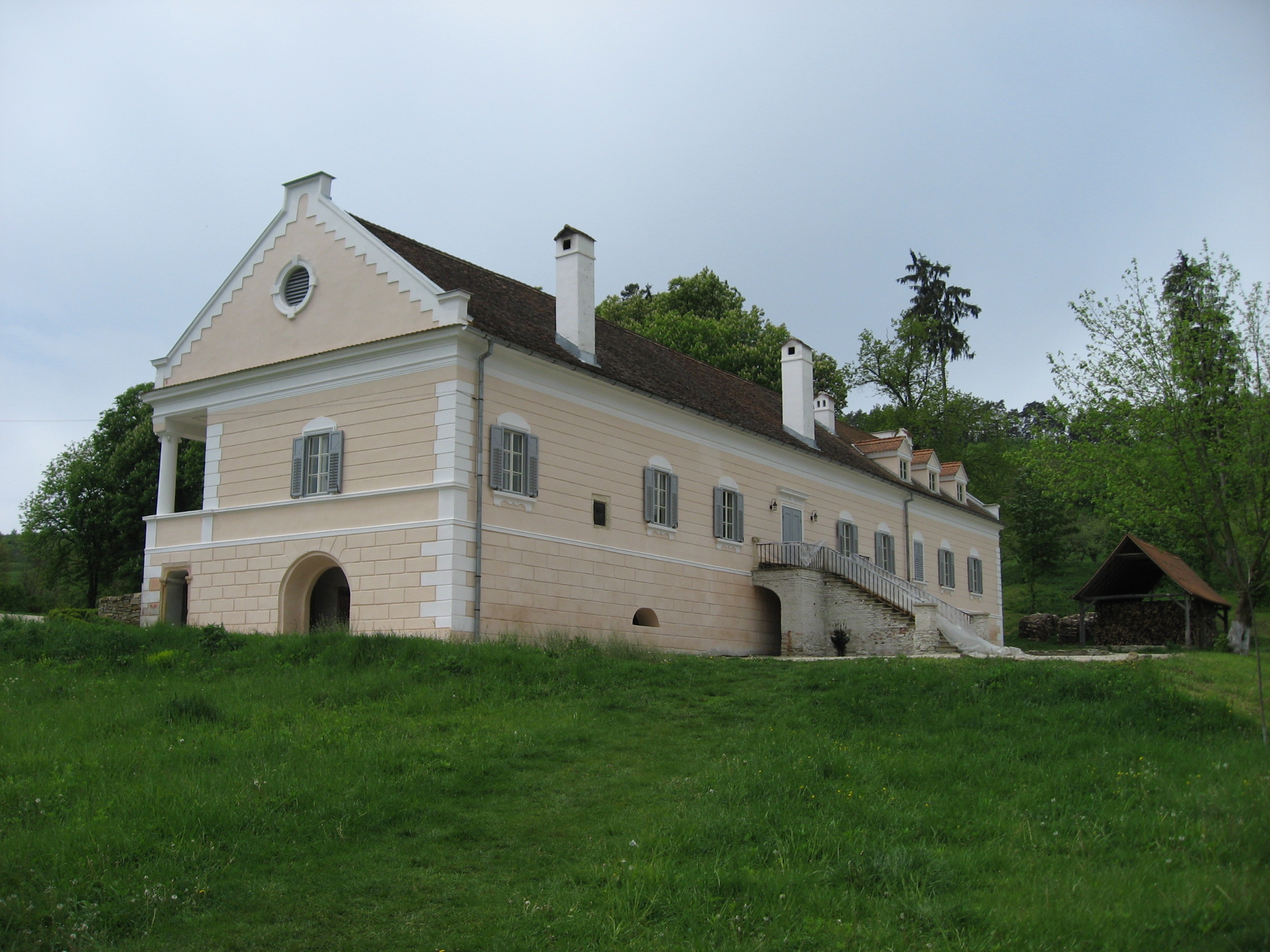
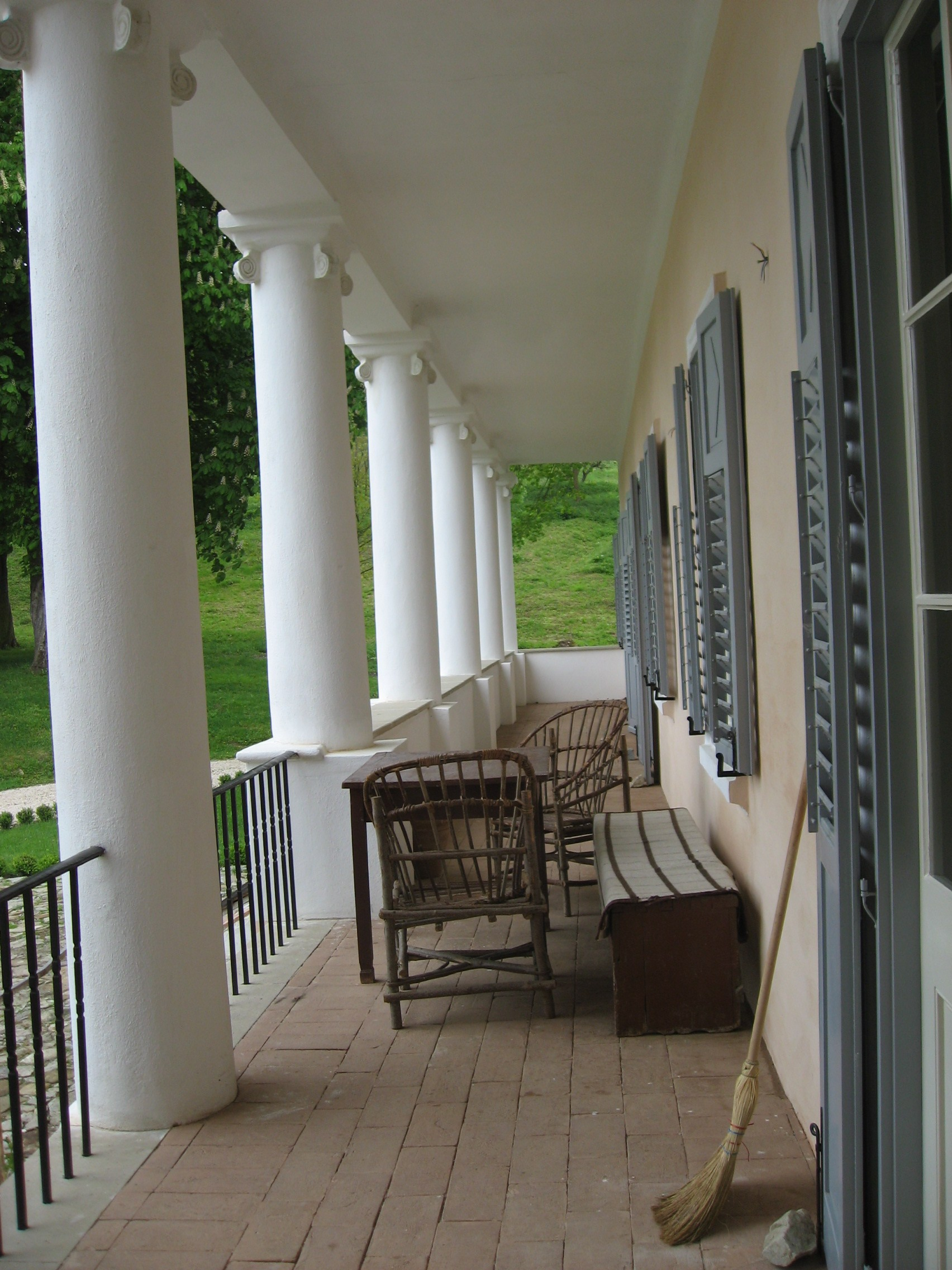